# Vaiea
Vaiea est une des treize localités de Niue. Selon le dernier recensement (2017), le village a une population de 115 habitants. 